# Mevalonatkinase-Mangel
Der Mevalonatkinase-Mangel ist eine sehr seltene angeborene Stoffwechselstörung mit beeinträchtigter Biosynthese von Cholesterin und Isoprenoiden.

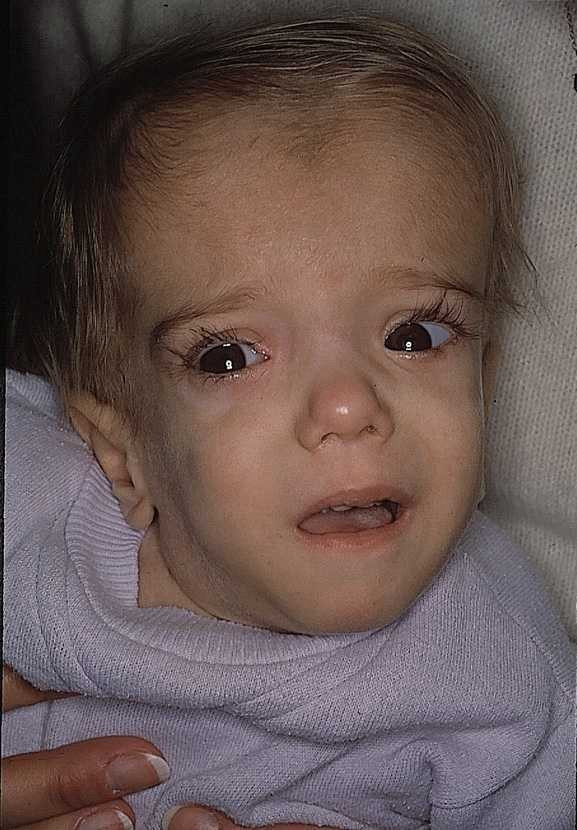
21 Monate altes Kleinkind mit charakteristischen Gesichtsveränderungen bei Mevalonatkinase-Mangel

Synonyme sind: Mevalonazidämie; Mevalonazidurie; ATP-Mevalonat-5-Phosphotransferase-Mangel; HIDS; Hyper-IgD-Syndrom; Hyperimmunglobulinämie D mit periodischem Fieber; Hyperimmunglobulinämie D-Syndrom; Mevalonatkinase-Mangel, partieller; Mevalonatkinase-Mangel, vollständiger
Die Bezeichnung umfasst das Hyper-IgD-Syndrom mit Rückfallfieber (HIDS) und die Mevalonazidurie (MVA).
Der Mevalonatkinase-Mangel ist ein uneinheitliches Krankheitsbild mit unterschiedlichen klinischen Erscheinungen. Das Spektrum dieser Symptome reicht von wenig ausgeprägt beim Hyperimmunoglobulinämie D-Syndrom (HIDS) bis zur schwereren Erkrankung, der Mevalonazidurie (MVA).
Die Erstbeschreibung der Hyperimmunglobulinämie D mit Rückfallfieber stammt aus dem Jahre 1984 durch den niederländischen Internisten JosW.M. van der Meer und Mitarbeiter, die der Mevalonazidurie stammt aus dem Jahre 1986 durch Georg Hoffmann, Kenneth M. Gibson, Ira K. Brandt und Mitarbeiter.

## Verbreitung
Die Häufigkeit wird mit unter 1 zu 1.000.000 angegeben, bislang wurde über mindestens 300 Betroffene, davon 30 mit MVA und 180 mit HIDS, berichtet. Die Vererbung erfolgt autosomal-rezessiv.

## Ursache
Den Erkrankungen liegen Mutationen im MVK-Gen auf Chromosom 12 Genort q24.11 zugrunde, welche zu unterschiedlich stark verminderter Aktivität der Mevalonatkinase führen.
Fehlt das Enzym nahezu ganz, kommt es zur schwereren Form MVA.

## Klinische Erscheinungen
Klinische Kriterien sind:
- Krankheitsbeginn als Neugeborenes, Kleinkind oder im Kindesalter

bei HIDS:
- meist im ersten Lebensjahr wiederholte Fieberattacken mit Erbrechen und Diarrhoe, 3 bis 7 Tage anhaltend, im Abstand weniger Wochen auftretend, im späteren Alter seltener werdend
- Gelenkschmerzen, geschwollene Lymphknoten, Kopfschmerzen und Hautveränderungen

Hinzu können neurologische Auffälligkeiten, Geistige Behinderung, Ataxie, Sehrstörungen und Krampfanfälle kommen.
Bei MVA:
- Gesichtsauffälligkeiten wie Hypertelorismus, Balkonstirn, lange Wimpern und dreieckige Gesichtsform
- statomotorische Entwicklungsverzögerung
- Gedeihstörung
- kleinhirnbedingte Ataxie
- Anämie
- Katarakt mit fortschreitender Einschränkung des Sehvermögens
- rezidivierende Fieberattacken mit Lymphknotenschwellungen, Hepatosplenomegalie, Gelenkschmerzen und Exanthemen.

Bei Erwachsenen kann es als Komplikation zu Amyloidose, Verwachsungen im Bauchraum und selten zu Kontrakturen kommen.

## Diagnose
Die Diagnose ergibt sich aus den klinischen Befunden, der Humangenetischen Untersuchung und dem Nachweis des MVK-Mangels. Der IgD-Spiegel im Serum ist – außer in den ersten Lebensjahren – oft erhöht, in 80 % ist auch der IgA-Spiegel erhöht, der Cholesterin-Spiegel kann erniedrigt sein. Im Urin ist die Ausscheidung der Mevalonsäure stark erhöht.

## Differentialdiagnostik
Abzugrenzen sind:
- Familiäres Mittelmeerfieber
- Muckle-Wells-Syndrom
- PFAPA-Syndrom
- TNF-Rezeptor-assoziiertes periodisches Fiebersyndrom

## Therapie
Zur Behandlung bei HIDS kann Simvastatin erfolgreich sein.